# Bernat Nadal Ginard
Bernat Nadal Ginard (Artà, Mallorca, 14 de març de 1942) és un metge mallorquí.

## Biografia
Es llicencià en Medicina el 1965 a la Universitat de Barcelona on també es doctorà i on s'inicià en la cardiologia, i feu la residència de l'especialitat a l'Hospital Clínic de Barcelona, per travessar després l'Atlàntic i anar a la prestigiosa escola cardiològica de Mèxic durant un parell d'anys. Des de fa uns trenta anys la seva vida professional, docent i investigadora, l'ha desenvolupada als Estats Units d'Amèrica, amb estades a les més prestigioses escoles, hospitals i centres de recerca: Universitat Yale, Albert Einstein College of Medicine, Harvard Medical School de Boston i els darrers anys al New York Medical College, al seu Departament de Medicina i a l'Institut de Recerca Cardiovascular.
Fou nomenat Doctor honoris causa per la Universitat Harvard (1982) o per la Universitat de les Illes Balears (1992) i ha rebut premis com el d'Investigació Bàsica de l'American Heart Association (1990) o la medalla Joan D'Alós pel Centro Cardiovascular Sant Jordi (2002), fins i tot Itàlia li atorgà el Grande Uffiale della República. També ha col·laborat a les revistes American Journal of Cardiology, Circulation Research, Circulation, la Journal of Mollecular and Cellular Cardiology. És també membre de l'Institut Català d'Investigació i Estudis Avançats i ha escrit més de 200 articles científics i també llibres. El 2003 va rebre el Premi Ramon Llull.
A l'octubre de 1993 va ser nominat pel premi Nobel de Medicina de 1993. Però va recaure en dos investigadors. Just després, l'Ajuntament d'Artà, va iniciar els tramits per nombrarlo Fill Il·lustre d'Artà.
Ha descobert que la regeneració cardíaca és possible. Durant molts d'anys el concepte clàssic era el de la incapacitat del cor adult per renovar les cèl·lules miocardíaques. Ara, després d'anys d'investigació amb animals i gràcies als estudis seus estudis, hom pot identificar, aïllar i cultivar cèl·lules mare del cor adult, les quals estimulades amb factors de creixement poden entrar en una fase de divisió ràpida i constitueixen una evidència sòlida que el cor es troba en un procés continu de creixement, mort i renovació cel·lular. Aquestes cèl·lules multipotents, capaces de diferenciar-se de qualsevol tipus cel·lular, i que poden obtenir-se a partir del cor, medul·la òssia o altres teixits, es presenten com una estratègia terapèutica de gran futur i esperança en el tractament de malalties tan importants com la insuficiència cardíaca, la necrosi postinfart agut de miocardi o el trasplantament de cor.

## Premis
- Doctor honoris causa
  - per la Universitat Harvard (1982)
  - per la Universitat de les Illes Balears (1992)
- Investigació Bàsica de l'American Heart Association (1990)
- Medalla Joan D'Alòs pel Centre Cardiovascular Sant Jordi (2002)
- Grande Uffiale della República (Itàlia)
- Premi Ramon Llull (2003)